# François Grégoire de Rumare
Pour les articles homonymes, voir Grégoire.
Ne doit pas être confondu avec François Grégoire.
François Grégoire de Rumare, né le 1er février 1747 au Havre et mort le 17 juin 1816 au manoir d'Escures à Montivilliers (Seine-Maritime), est un magistrat et homme politique français.

## Biographie
François Grégoire de Rumare est né le 1er février 1747 au Havre,. Il est le fils d'Eustache François Grégoire de Rumare (1716-1765), procureur du roi au bailliage du Havre et de son épouse Marie Catherine Foäche (1722-1817). La filiation suivie de la famille remonte à François Grégoire, procureur du roi au bailliage du Havre en 1712, arrière-grand-père du sujet de cet article,.
François Grégoire de Rumare devient lieutenant général civil et criminel au bailliage du Havre le 15 juin 1768. Il entre au Parlement de Paris comme conseiller le 31 janvier 1776. Il est maître des requêtes du 11 juillet 1787 à la Révolution française,.
Sous le Directoire, François Grégoire de Rumare est élu député de la Seine-inférieure au Conseil des Cinq-Cents le 22 germinal an V (11 avril 1797),,,. Comme il est encore inscrit sur la liste des émigrés, le représentant Muraire fait voter sa radiation de cette liste. Il est député au Conseil des Cinq-Cents jusqu'au 19 fructidor an V (5 septembre 1797). En effet, il fait partie de la centaine de députés dont l'élection est annulée au lendemain du coup d'État du 18 fructidor an V contre les députés royalistes. Il ne fait pas partie la quarantaine de députés déportés et retourne alors au Havre.
Il a un logement à Paris, mais possède aussi le manoir d'Escures, dans la commune actuelle de Montivilliers. Le manoir d'Escures est la maison aristocratique de campagne de la famille, qui le possède depuis le début du XVIIIe siècle. François Grégoire de Rumare y héberge pendant quelques années à partir de 1797 l'architecte Pierre-Adrien Pâris, qui s'installe dans le pigeonnier qu'il fait aménager en logement en 1801.
François Grégoire de Rumare épouse le 5 vendémiaire an X (27 septembre 1801) à Rouen sa cousine issue de germains Catherine Le Boucher, née à Rouen le 5 octobre 1768 et morte au manoir d'Escures à Montivilliers le 19 janvier 1858. Elle est la fille de Nicolas Le Boucher (vers 1733-1786), négociant à Rouen, et de Catherine Joséphine Bordier (1748-1834). Le mariage de François Grégoire de Rumare et de Catherine Le Boucher est sans postérité.
François Grégoire de Rumare meurt le 17 juin 1816 au manoir d'Escures à Montivilliers (Seine-Maritime).

## Œuvre
- Rapport ... sur le renouvellement des bureaux centraux : Séance du 8 messidor an V, Paris, an v[3].